# Jūkendō

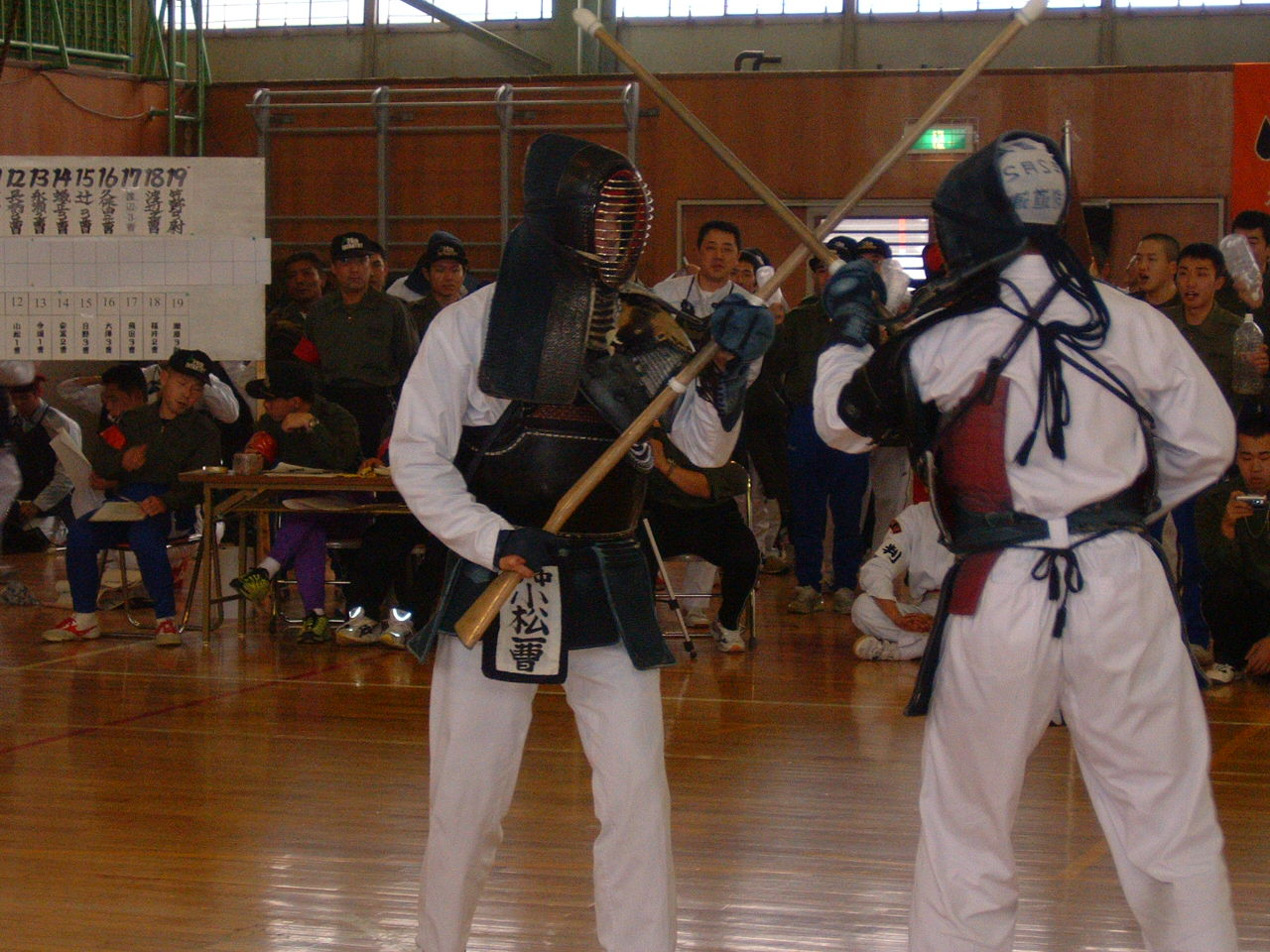
Jūkendō-Wettkampf

Jūkendō [dʑɯkendoː] (jap. 銃剣道) ist der sportliche, japanische Bajonettkampf. Es wird mit einer Gewehrattrappe (jap. 木銃, Mokujū) aus Eichenholz gekämpft, die an der Spitze mit einer Gummikappe (ähnlich der Sakiwa auf einem Shinai) versehen ist. Für Erwachsene ist die Waffe 166 cm lang und 1100 g schwer. Die Rüstung (Bōgu) und die Kleidung ist weitgehend mit der im Kendo identisch, jedoch ist die linke Schulter mit einem zusätzlichen Schulterschützer (jap. 肩, Kata) versehen. Mit dem Mokujū werden nur Stöße ausgeführt. Als Ziele werden die Kehle, die linke obere Brust, die linke Rumpfseite und der Handrücken der linken Hand verwendet.
Der Sport entwickelte sich nach dem Zweiten Weltkrieg mit der Absicht, die Bajonetttechniken weiter trainieren zu können. Ein Verband wurde im April 1956 gegründet. Neben der Kata als Übungsform werden Wettkämpfe ausgetragen. Obwohl dieser Sport auch in Japan außerordentlich selten ist, wird er auch als Schulsport ausgeübt. Das Bild dieses Sportes ist in der japanischen Öffentlichkeit noch immer durch die Kriegserfahrungen der älteren Generation negativ geprägt. Die überwiegende Mehrheit der Praktizierenden in Japan sind Angehörige der Selbstverteidigungsstreitkräfte.